# Всесвітнє товариство захисту тварин
Всесвітнє товариство захисту тварин (ВТЗТ) (англ. World Society for the Protection of Animals (WSPA)) — міжнародна некомерційна зоозахисна організація, що діє більш ніж у 150 країнах світу й об'єднує понад 900 організацій.
У ВТЗТ 13 офісів, розташованих в Австралії, Бразилії, Канаді, Колумбії, Коста-Риці, Данії, Німеччині, Нідерландах, Новій Зеландії, Танзанії, Таїланді, США та Великій Британії, головний офіс ВТЗТ — у Лондоні.

### Історія створення
Всесвітнє товариство захисту тварин було створено в 1981 році шляхом злиття двох товариств захисту тварин. Заснованої в 1953 році Всесвітньої федерації захисту тварин (ВФЗТ) і створеного в 1959 Міжнародного товариства захисту тварин (МТЗТ).

### Політика
Своєю метою ВТЗТ вважає світ, в якому благополуччя тварин - цінно, а з жорстоким поводженням - покінчено, місія ВТЗТ - створення глобального руху на захист тварин.

### Кампанії
ВТЗТ бореться проти жорстокого поводження з тваринами в цілому, проводить окремі кампанії проти конкретних видів жорстокого і негуманного поводження, таких як корида, цькування ведмедя, китобійна промисловість, утримання дельфінів у неволі, інтенсивне тваринництво.
ВТЗТ відоме за кампаніями по захисту ведмедів, одна з них — Libearty, розпочата в 1992 році. У даний час ВТЗТ бореться за припинення сільськогосподарського розведення ведмедів, цькування ведмедя, а також експлуатації ведмедів-«танцюристів». Крім того, ВТЗТ фінансує і консультує організації, що входять у суспільство, та займаються реабілітацією ведмежат-сиріт і ведмежими заповідниками. Можна сказати, що значною мірою завдяки кампанії ВТЗТ проти цькування ведмедів, цей кривавий спорт був зупинений в Пакистані.
Крім цього, ВТЗТ також консультує уряди і вимагає прийняття законодавства, яке дозволило б поліпшити становище тварин. Її міжнародна кампанія за Всесвітню декларацію благополуччя тварин з метою підписання її в ООН спрямована на затвердження ряду принципів, які забезпечують повагу до тварин та їх захист.
Також ВТЗТ розробляє освітні програми, присвячені роботі та догляду за тваринами, у тому числі програми для ветеринарів, власників тварин.